# Fenticonazol
Fenticonazolul este un antifungic derivat de imidazol, fiind utilizat în tratamentul unor micoze topice, precum candidozele vaginale. Calea de administrare disponibilă este cea vaginală (capsule vaginale moi, cremă).